# Препрофазная лента

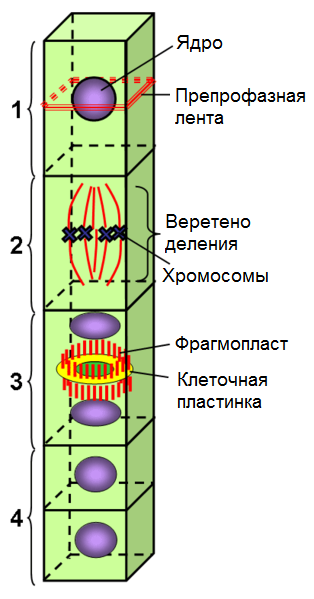
Деление растительной клетки. 1) Образование препрофазной ленты в ходе препрофазы. 2) Метафазное веретено деления устанавливается по экватору вдоль плоскости, помеченной препрофазной лентой. 3) Вдоль плоскости, отмеченной препрофазной лентой, формируются фрагмопласт и клеточная пластинка. 4) Новая клеточная стенка дочерней клетки контактирует с родительской по линии, образованной препрофазной лентой.

Препрофа́зная ле́нта (англ. preprophase band) — кольцо из микротрубочек, обнаруженное в растительных клетках, подвергающихся делению и вступивших в фазу препрофазы клеточного цикла клеток растений. Не считая фрагмосомы, препрофазная лента — первая видимая под микроскопом структура в растительных клетках, вступивших в митоз.

## История
Впервые препрофазная лента была увидена и описана Джереми Пикетт-Хипсом (англ. Jeremy Pickett-Heaps) и Дональдом Норскотом (англ. Donald Northcote) из Кембриджского университета в 1966 году. 

## Структура
Сразу после начала митоза препрофазная лента формируется как густое кольцо микротрубочек, окружающих фрагмосому, которое намечает плоскость будущего деления и расположено сразу под плазматической мембраной. Оно окружает ядро по экватору будущего веретена деления. Препрофазная лента состоит из микротрубочек и актиновых филаментов.  Когда препрофазная лента помечена флуоресцентными красителями, она видна как два жёлтых пятна, расположенных близко к клеточной оболочке по обе стороны ядра.

## Участие в клеточном цикле
У клеток растений нет центросом, и потому они не могут выполнять роль центров организации микротрубочек. Вместо этого микротрубочки митотического веретена собираются на поверхности ядра и переориентируются в конце профазы, образуя веретено. Препрофазная лента также принимает непосредственное участие в ориентировке митотического веретена и содействуют формированию веретена в течение прометафазы.
Препрофазная лента разрушается тогда же, когда разрушается ядерная оболочка и формируется веретено деления, оставляя бедную актином зону. Однако её позиция также отмечает будущее место образования новой клеточной пластинки и новой клеточной стенке в ходе телофазы. Когда митоз завершается, новая клеточная пластинка и клеточная стенка начинают образовываться от центра вдоль плоскости, намеченной фрагмосомой. Клеточная пластинка растёт кнаружи, пока не сольётся с клеточной стенкой делящейся клетки, причём именно в тех пятнах, которые отметила препрофазная лента.